# Inside Moves
Inside Moves – amerykański film dramatyczny z 1980 roku na podstawie powieści Todda Waltona.

## Główne role
- John Savage – Roary
- David Morse – Jerry Maxwell
- Diana Scarwid – Louise
- Amy Wright – Anne
- Tony Burton – Lucius
- Bill Henderson – Blue Lewis
- Steve Kahan – Burt
- Jack O'Leary – Max
- Bert Remsen – Stinky
- Harold Russell – Wings
- Pepe Serna – Herrada
- Harold Sylvester – Alvin Martin

## Nagrody i nominacje
Oscary za rok 1980
- Najlepsza aktorka drugoplanowa – Diana Scarwid (nominacja)